# Pollenkitt
Le pollenkitt est une substance collante présente à la surface des grains de pollen de nombreuses espèces de plantes à fleurs au moment de la dispersion du pollen. Le pollenkitt est élaboré par les cellules des étamines et ajouté sur les grains de pollen à la fin de leur maturation, à la surface de l'exine et/ou dans les cavités de cette paroi. La composition chimique du pollenkitt est essentiellement lipidique. Le pollenkitt joue de nombreux rôles, variables selon les espèces, dans le processus de pollinisation.  D' autres substances collantes sont présentes à la surface des grains de pollen dans certaines espèces, comme la tryphine (chez les Brassicacées), l'élastoviscine (chez les Orchidacées et les Asclépiadacées), les filaments de viscine (chez les onagracées), la sporopollénine[non pertinent]. Ces substances collantes sont parfois désignées sous le nom de « pollencoat ».

## Étymologie
Le terme pollenkitt a été défini pour la première fois par  Fritz Knoll (de) en 1930, et désignait toute substance permettant l’agrégation des grains de pollen entre eux. Le terme est formé à partir du terme Kitt (en Allemand " colle ").

## Rôle biologique
Le pollenkitt intervient dans diverses étapes de la pollinisation, entre le moment de l'ouverture des anthères jusqu’à la réhydratation du grain de pollen sur le stigmate. Son rôle diffère selon les espèces.

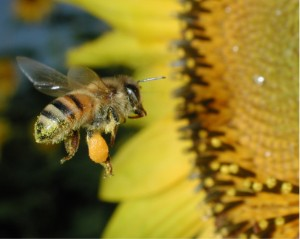
Abeille transportant les pelotes de pollen sur sa troisième paire de pattes.

Il permet :
- l'adhésion[2] : adhésion des grains de pollen à la surface des anthères avant la dispersion, adhésion des grains de pollen entre eux dans les anthères ou dans des agrégats lors de la dispersion, adhésion des grains entre eux et sur les corbicula (réceptacle adapté situé sur la troisième paire de pattes)[3] des apoidés, et enfin adhésion sur le stigmate des fleurs ;
- la protection des grains de pollen[2] : protection contre les rayonnements ultraviolets et contre la déshydratation, protection contre les enzymes extracellulaires, protection contre les digestions bactériennes ou fongiques ;
- l'interaction avec les animaux pollinisateurs[2]: attraction, ou au contraire camouflage du pollen, par la couleur ou l'odeur, fourniture de nourriture.

Il intervient dans les mécanismes d'auto-incompatibilité, en maintenant les protéines responsables de la reconnaissance collées à l'exine. Dans d'autres cas, il permet l'autopollinisation en permettant le glissement du pollen vers le stigmate (décrit chez Caulokaempferia coenobialis).
Enfin, il interviendrait dans la réhydratation des grains de pollen avant leur germination.
Le pollenkitt a été trouvé chez la plupart des espèces entomogames (pollinisées par les insectes) dont le pollen est dispersé en grains isolés ou groupés, il est rare chez les espèces anémogames (pollinisées par le vent). Dans des espèces présentant de l'hétéroanthérie (plusieurs types d'anthères jouant des rôles différents dans une fleur), l'aspect du pollenkitt diffère selon le type d'étamine.

## Formation et composition
Le pollenkitt est formé par les cellules dites du tapis ou tapetum, cellules les plus internes de l'anthère, partie fertile de l'étamine dans les fleurs. Selon les espèces, le pollenkitt est formé plus ou moins tôt durant la formation des grains de pollen, au plus tôt pendant la prophase 1 de la méiose et au plus tard après la séparation des produits de la méiose. Dans la plupart des cas, ce sont des dérivés de plastes (le plus souvent des élaioplastes, dans certains cas des chromoplastes ou des amyloplastes), associé à des vésicules issues du réticulum endoplasmique lisse qui produisent le pollenkitt. Les cellules du tapis meurent à la suite de la maturation des grains de pollen, dont la dernière phase est le dépôt de pollenkitt. C'est un cas d'apoptose.
Le pollenkitt est un mélange hydrophobe, constitué majoritairement de lipides, caroténoïdes, flavonoïdes, protéines et glucides. Sa composition varie selon les espèces, et à l'intérieur d'une même fleur quand il existe des étamines jouant des rôles différents (étamines nourricières et étamines pollinisantes). Son aspect varie au cours du temps, parfois au cours d'une même journée (changement de couleur chez Mercurialis annua), ou au cours de la période d'ouverture de la fleur.